# متطلبات الحصول على تأشيرة لمواطني تونس
يحصل المواطنين التونسيين على تأشيرات مجانية أو عند الوصول لما لا يقل عن 73 بلداً وإقليماً حول العالم لحاملي جوازات السفر التونسية العادية.

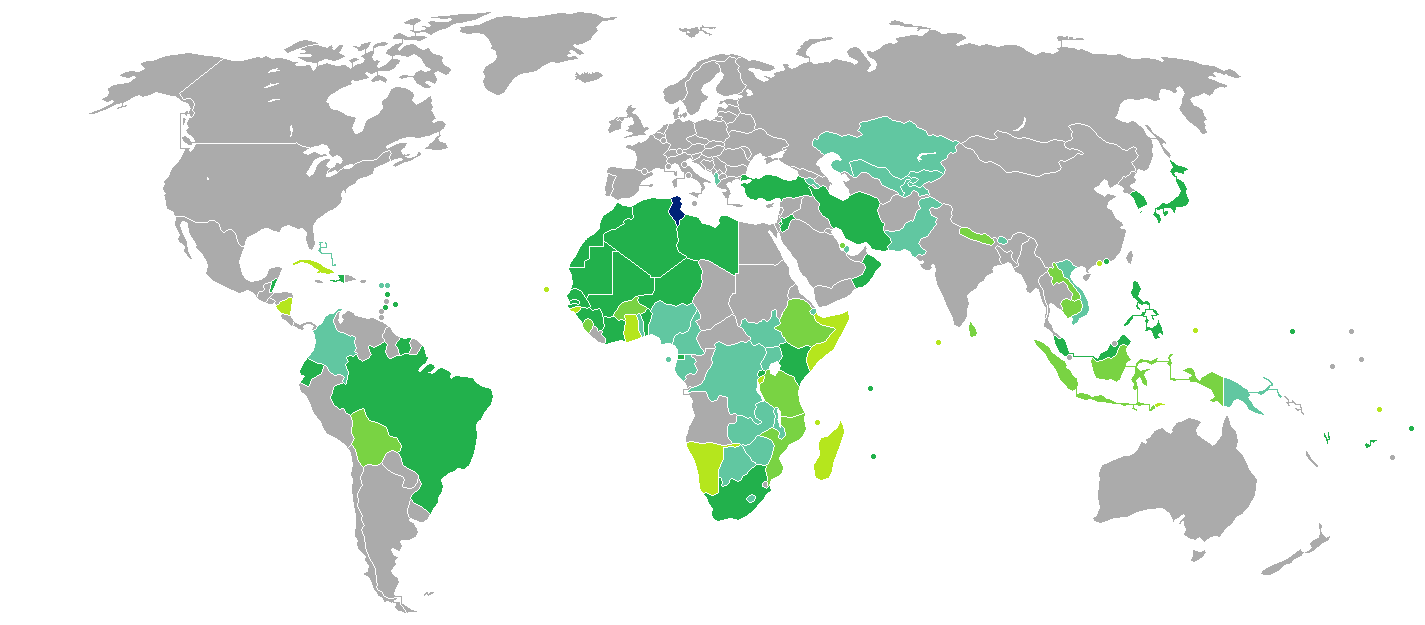
الدول والأقاليم التي تمنح تأشيرات لحاملي جواز سفر الجمهورية التونسية:
تونس
بدون تأشيرة
تأشيرة عند الوصول
تأشيرة إلكترونية
تأشيرة مطلوبة قبل السفر

## أفريقيا
| البلدان والأقاليم           | شروط الحصول                                                                                         |
| --------------------------- | --------------------------------------------------------------------------------------------------- |
| الجزائر                     | التأشيرة غير مطلوبة لمدة 90 يوماً                                                                    |
| أنغولا                      | التأشيرة مطلوبة                                                                                     |
| بنين                        | التأشيرة غير مطلوبة لمدة 90 يوماً                                                                    |
| بوتسوانا                    | التأشيرة مطلوبة                                                                                     |
| بوركينا فاسو                | تأشيرة عند الوصول لمدة 30 يوم                                                                       |
| بوروندي                     | التأشيرة مطلوبة                                                                                     |
| الكاميرون                   | التأشيرة مطلوبة                                                                                     |
| الرأس الأخضر                | تأشيرة عند الوصول لمدة 90 يوم بـ25 دولار أمريكي                                                     |
| جمهورية أفريقيا الوسطى      | التأشيرة مطلوبة                                                                                     |
| تشاد                        | التأشيرة مطلوبة                                                                                     |
| جزر القمر                   | تأشيرة عند الوصول لمدة 90 يوم                                                                       |
| جمهورية الكونغو الديمقراطية | التأشيرة مطلوبة                                                                                     |
| جمهورية الكونغو             | التأشيرة مطلوبة                                                                                     |
| ساحل العاج                  | التأشيرة غير مطلوبة لمدة 90 يوماً                                                                    |
| جيبوتي                      | تأشيرة عند الوصول لمدة 30 يوم بـ90 دولار أمريكي او تأشيرة إلكترونية لمدة 31 يوماً بـ120 دولار أمريكي |
| مصر                         | التأشيرة مطلوبة                                                                                     |
| غينيا الاستوائية            | التأشيرة غير مطلوبة نسخة محفوظة 1 مارس 2018 على موقع واي باك مشين.                                  |
| إريتريا                     | التأشيرة مطلوبة                                                                                     |
| إثيوبيا                     | تأشيرة عند الوصول لمدة 90 يوماً بـ72 دولار أمريكي                                                    |
| الغابون                     | التأشيرة غير مطلوبة لمدة 30 يوم                                                                     |
| غامبيا                      | تأشيرة عند الوصول بعد الحصول على اذن قبل السفر                                                      |
| غانا                        | تأشيرة عند الوصول لمدة 30 يوم بـ150 دولار أمريكي                                                    |
| غينيا                       | التأشيرة غير مطلوبة لمدة 90 يوماً                                                                    |
| غينيا بيساو                 | تأشيرة عند الوصول لمدة 90 يوم بـ85 أورو                                                             |
| كينيا                       | تأشيرة عند الوصول لمدة 90 يوم بـ50 دولار أمريكي                                                     |
| ليسوتو                      | تأشيرة إلكترونية لمدة 44 يوماً بـ150 دولار أمريكي                                                    |
| ليبيريا                     | التأشيرة مطلوبة                                                                                     |
| ليبيا                       | التأشيرة غير مطلوبة لمدة 90 يوماً                                                                    |
| مدغشقر                      | تأشيرة عند الوصول لمدة 90 بـ14000 أرياري مدغشقري                                                    |
| مالاوي                      | التأشيرة مطلوبة                                                                                     |
| مالي                        | التأشيرة غير مطلوبة لمدة 90 يوماً                                                                    |
| موريتانيا                   | التأشيرة غير مطلوبة لمدة 90 يوماً                                                                    |
| موريشيوس                    | التأشيرة غير مطلوبة لمدة 90 يوماً                                                                    |
| المغرب                      | التأشيرة غير مطلوبة لمدة 90 يوماً                                                                    |
| موزمبيق                     | تأشيرة عند الوصول لمدة 90 يوم بـ25 دولار أمريكي                                                     |
| ناميبيا                     | التأشيرة مطلوبة                                                                                     |
| النيجر                      | التأشيرة غير مطلوبة لمدة 90 يوماً                                                                    |
| نيجيريا                     | تأشيرة عند الوصول بعد الحصول على اذن إلكتروني قبل السفر لمدة 90 يوماً بـ32 دولار أمريكي              |
| رواندا                      | تأشيرة عند الوصول لمدة 30 يوم بـ30 دولار أمريكي                                                     |
| ساو تومي وبرينسيب           | تأشيرة إلكترونية لمدة 30 يوماً                                                                       |
| السنغال                     | التأشيرة غير مطلوبة لمدة 90 يوماً                                                                    |
| سيشل                        | التأشيرة غير مطلوبة لمدة 30 يوماً                                                                    |
| سيراليون                    | التأشيرة مطلوبة                                                                                     |
| الصومال                     | تأشيرة عند الوصول لمدة 30 يوم بـ60 دولار أمريكي                                                     |
| صوماليلاند                  | تأشيرة عند الوصول لمدة 30 يوم بـ30 دولار أمريكي                                                     |
| جنوب أفريقيا                | التأشيرة غير مطلوبة لمدة 90 يوماً                                                                    |
| جنوب السودان                | التأشيرة مطلوبة                                                                                     |
| السودان                     | التأشيرة مطلوبة                                                                                     |
| سوازيلاند                   | التأشيرة مطلوبة                                                                                     |
| تنزانيا                     | تأشيرة عند الوصول لمدة 90 يوم                                                                       |
| توغو                        | تأشيرة عند الوصول لمدة 90 يوم بـ60000 فرنك أفريقي                                                   |
| تونس                        | حق الإقامة                                                                                          |
| أوغندا                      | تأشيرة عند الوصول لمدة 30 يوم بـ50 دولار أمريكي                                                     |
| زامبيا                      | التأشيرة إلكترونية لمدة 90 يوماً بـ50 دولار أمريكي                                                   |
| زيمبابوي                    | التأشيرة مطلوبة                                                                                     |

## آسيا
| البلدان والأقاليم        | شروط الحصول                                                                            |
| ------------------------ | -------------------------------------------------------------------------------------- |
| أفغانستان                | التأشيرة مطلوبة                                                                        |
| أرمينيا                  | التأشيرة مطلوبة                                                                        |
| البحرين                  | التأشيرة مطلوبة                                                                        |
| بنغلاديش                 | 30 يوم تأشيرة عند الوصول                                                               |
| بوتان                    | التأشيرة مطلوبة                                                                        |
| بروناي                   | التأشيرة مطلوبة                                                                        |
| كمبوديا                  | 30 يوم تأشيرة عند الوصول بـ30 دولار أمريكي                                             |
| الصين                    | التأشيرة مطلوبة                                                                        |
| هونغ كونغ                | تأشيرة مجانية لمدة 30 يوماً                                                             |
| الهند                    | التأشيرة مطلوبة                                                                        |
| إندونيسيا                | التأشيرة مجانية لمدة 30 يوماً                                                           |
| إيران                    | 30 يوم تأشيرة عند الوصول                                                               |
| العراق                   | التأشيرة مطلوبة                                                                        |
| إسرائيل                  | التأشيرة مطلوبة                                                                        |
| اليابان                  | التأشيرة مجانية لمدة 90 يوماً                                                           |
| الأردن                   | 90 يوم تأشيرة عند الوصول مجاناً                                                         |
| كازاخستان                | التأشيرة مطلوبة                                                                        |
| الكويت                   | التأشيرة مطلوبة                                                                        |
| قيرغيزستان               | التأشيرة مطلوبة                                                                        |
| لاوس                     | التأشيرة عند الوصول بـ30 دولار أمريكي                                                  |
| لبنان                    | التأشيرة عند الوصول بـشروط معينة                                                       |
| ماكاو                    | التأشيرة عند الوصول بـ100 باتاكا ماكاوية                                               |
| ماليزيا                  | التأشيرة مجانية لمدة 90 يوماً                                                           |
| جزر المالديف             | 30 يوم تأشيرة عند الوصول                                                               |
| منغوليا                  | التأشيرة مطلوبة                                                                        |
| بورما                    | التأشيرة مطلوبة                                                                        |
| نيبال                    | 30 يوم التأشيرة عند الوصول بـ40 دولار أمريكي                                           |
| كوريا الشمالية           | التأشيرة مطلوبة                                                                        |
| سلطنة عمان               | التأشيرة مطلوبة                                                                        |
| باكستان                  | تأشيرة عند الوصول بعد الحصول على اذن إلكتروني قبل السفر لمدة 90 يوماً بـ60 دولار أمريكي |
| فلسطين                   | تأشيرة مجانية                                                                          |
| الفلبين                  | التأشيرة مجانية لمدة 30 يوماً                                                           |
| قطر                      | التأشيرة مطلوبة                                                                        |
| روسيا                    | التأشيرة مطلوبة                                                                        |
| السعودية                 | التأشيرة مطلوبة                                                                        |
| سنغافورة                 | التأشيرة مطلوبة                                                                        |
| كوريا الجنوبية           | التأشيرة مجانية لمدة 30 يوماً                                                           |
| سريلانكا                 | 30 يوم التأشيرة عند الوصول بعد إذن سفر الكتروني                                        |
| سوريا                    | التأشيرة مجانية لمدة 3 أشهر                                                            |
| تايوان                   | التأشيرة مطلوبة                                                                        |
| طاجيكستان                | 45 يوم التأشيرة عند الوصول                                                             |
| تايلاند                  | التأشيرة مطلوبة                                                                        |
| تيمور الشرقية            | 30 يوم التأشيرة عند الوصول بـ30 دولار أمريكي                                           |
| تركمانستان               | التأشيرة مطلوبة                                                                        |
| تركيا                    | التأشيرة مجانية لمدة 90 يوماً                                                           |
| الإمارات العربية المتحدة | التأشيرة مطلوبة                                                                        |
| أوزبكستان                | التأشيرة إلكترونية لمدة 30 يوماً بـ35 دولار أمريكي                                      |
| فيتنام                   | التأشيرة مطلوبة                                                                        |
| اليمن                    | التأشيرة مطلوبة                                                                        |

## أوروبا
| البلدان والأقاليم | شروط الحصول                 |
| ----------------- | --------------------------- |
| اتفاقية شينجن     | التأشيرة مطلوبة             |
| ألبانيا           | التأشيرة مطلوبة             |
| أندورا            | التأشيرة مطلوبة             |
| النمسا            | التأشيرة مطلوبة             |
| أذربيجان          | التأشيرة مطلوبة             |
| روسيا البيضاء     | التأشيرة مطلوبة             |
| بلجيكا            | التأشيرة مطلوبة             |
| البوسنة والهرسك   | التأشيرة مطلوبة             |
| بلغاريا           | التأشيرة مطلوبة             |
| كرواتيا           | التأشيرة مطلوبة             |
| قبرص              | التأشيرة مطلوبة             |
| التشيك            | التأشيرة مطلوبة             |
| الدنمارك          | التأشيرة مطلوبة             |
| إستونيا           | التأشيرة مطلوبة             |
| فنلندا            | التأشيرة مطلوبة             |
| فرنسا             | التأشيرة مطلوبة             |
| جورجيا            | التأشيرة مطلوبة             |
| ألمانيا           | التأشيرة مطلوبة             |
| اليونان           | التأشيرة مطلوبة             |
| جرينلاند          | التأشيرة مطلوبة             |
| المجر             | التأشيرة مطلوبة             |
| آيسلندا           | التأشيرة مطلوبة             |
| أيرلندا           | التأشيرة مطلوبة             |
| إيطاليا           | التأشيرة مطلوبة             |
| كوسوفو            | التأشيرة مطلوبة             |
| لاتفيا            | التأشيرة مطلوبة             |
| ليختنشتاين        | التأشيرة مطلوبة             |
| ليتوانيا          | التأشيرة مطلوبة             |
| لوكسمبورغ         | التأشيرة مطلوبة             |
| مقدونيا           | التأشيرة مطلوبة             |
| مالطا             | التأشيرة مطلوبة             |
| مولدوفا           | التأشيرة مطلوبة             |
| الجبل الأسود      | التأشيرة مطلوبة             |
| موناكو            | التأشيرة مطلوبة             |
| هولندا            | التأشيرة مطلوبة             |
| النرويج           | التأشيرة مطلوبة             |
| قبرص الشمالية     | التأشيرة مجانية لمدة 90 يوم |
| بولندا            | التأشيرة مطلوبة             |
| البرتغال          | التأشيرة مطلوبة             |
| رومانيا           | التأشيرة مطلوبة             |
| سان مارينو        | التأشيرة مطلوبة             |
| صربيا             | التأشيرة مطلوبة             |
| سلوفاكيا          | التأشيرة مطلوبة             |
| سلوفينيا          | التأشيرة مطلوبة             |
| إسبانيا           | التأشيرة مطلوبة             |
| السويد            | التأشيرة مطلوبة             |
| سويسرا            | التأشيرة مطلوبة             |
| أوكرانيا          | التأشيرة مطلوبة             |
| المملكة المتحدة   | التأشيرة مطلوبة             |
| الفاتيكان         | التأشيرة مطلوبة             |

## أمريكا الشمالية والوسطى
| البلدان والأقاليم          | شروط الحصول |
| -------------------------- | --- |
| أروبا                      | التأشيرة مطلوبة |
| أنغويلا                    | التأشيرة مطلوبة بإستثناء الحاملين لتأشيرة صالحة و صادرة عن المملكة المتحدة                                           |
| أنتيغوا وباربودا           | التأشيرة مطلوبة |
| باهاماس                    | التأشيرة مطلوبة |
| باربادوس                   | التأشيرة مجانية لمدة 180 يوماً                                                                                        |
| بليز                       | التأشيرة مجانية لمدة 30 يوماً                                                                                         |
| برمودا                     | التأشيرة مطلوبة |
| جزر العذراء البريطانية     | التأشيرة مجانية لمدة 30 يوماً                                                                                         |
| كندا                       | التأشيرة مطلوبة |
| الجزر الكاريبية الهولندية  | التأشيرة مطلوبة |
| كوستاريكا                  | التأشيرة مطلوبة بإستثناء الحاملين لتأشيرة صالحة لمدة 6 أشهر على الأقل و صادرة عن الولايات المتحدة الأمريكية          |
| كوبا                       | 30 مع ضرورة شراء بطاقة سائح قبل السفر ب20 دولار أمريكي                                                               |
| كوراساو                    | التأشيرة مطلوبة |
| دومينيكا                   | التأشيرة مجانية لمدة 21 يوماً                                                                                         |
| جمهورية الدومينيكان        | التأشيرة مطلوبة |
| السلفادور                  | التأشيرة مطلوبة بإستثناء الحاملين لتأشيرة صالحة و صادرة عن احدى بلدان منطقة شنغن، الولايات المتحدة الأمريكية أو كندا |
| غرينادا                    | التأشيرة مطلوبة |
| غواتيمالا                  | التأشيرة مطلوبة بإستثناء الحاملين لتأشيرة صالحة و صادرة عن احدى بلدان منطقة شنغن، الولايات المتحدة الأمريكية أو كندا |
| هايتي                      | التأشيرة مجانية لمدة 90 يوماً                                                                                         |
| هندوراس                    | التأشيرة مطلوبة بإستثناء الحاملين لتأشيرة صالحة و صادرة عن احدى بلدان منطقة شنغن، الولايات المتحدة الأمريكية أو كندا |
| جامايكا                    | التأشيرة مطلوبة |
| المكسيك                    | التأشيرة مطلوبة |
| مونتسرات                   | التأشيرة مطلوبةو يتم اصدارها الكترونيا                                                                               |
| نيكاراغوا                  | التأشيرة عند الوصول لمدة 90 يوم ب20 دولار أمريكي                                                                     |
| بنما                       | التأشيرة مطلوبة |
| بورتوريكو                  | التأشيرة مطلوبة |
| سانت كيتس ونيفيس           | التأشيرة غير مطلوبة لمدة 14 يوما فقط للحاملين لتذكرة سفر إلى بلد أخر                                                 |
| سانت لوسيا                 | التأشيرة مطلوبة |
| سانت فينسنت والغرينادين    | التأشيرة مجانية لمدة 30 يوم                                                                                          |
| سينت مارتن                 | التأشيرة مطلوبة |
| ترينيداد وتوباغو           | التأشيرة مطلوبة |
| جزر توركس وكايكوس          | التأشيرة مطلوبة بإستثناء الحاملين لتأشيرة صالحة و صادرة عن المملكة المتحدة، الولايات المتحدة الأمريكية أو كندا       |
| الولايات المتحدة الأمريكية | التأشيرة مطلوبة |
| جزر العذراء الأمريكية      | التأشيرة مطلوبة |

## أمريكا الجنوبية
| البلدان والأقاليم | شروط الحصول                                       |
| ----------------- | ------------------------------------------------- |
| الأرجنتين         | التأشيرة مطلوبة                                   |
| بوليفيا           | تأشيرة عند الوصول لمدة 90 يوم ب52 دولار أمريكي    |
| البرازيل          | التأشيرة مجانية لمدة 90 يوم                       |
| تشيلي             | التأشيرة مطلوبة                                   |
| كولومبيا          | التأشيرة مطلوبة                                   |
| الإكوادور         | التأشيرة مجانية لمدة 90 يوم                       |
| غيانا             | التاشيرة مطلوبة                                   |
| باراغواي          | التأشيرة مطلوبة                                   |
| بيرو              | التأشيرة مطلوبة                                   |
| سورينام           | التأشيرة إلكترونية لمدة 90 يوماً بـ40 دولار أمريكي |
| الأوروغواي        | التأشيرة مطلوبة                                   |
| فنزويلا           | التأشيرة مطلوبة                                   |

## الأوقيانوسية
| البلدان والأقاليم         | شروط الحصول                                       |
| ------------------------- | ------------------------------------------------- |
| ساموا الأمريكية           | التأشيرة مطلوبة                                   |
| أستراليا                  | التأشيرة مطلوبة                                   |
| جزر كوك                   | التأشيرة غير مطلوبة لمدة 31 يوم                   |
| جزر بيتكيرن               | التأشيرة غير مطلوبة لمدة 14 يوم [وصلة مكسورة]     |
| ولايات ميكرونيسيا المتحدة | التأشيرة غير مطلوبة لمدة 30 يوم                   |
| فيجي                      | التأشيرة غير مطلوبة لمدة 120 يوم                  |
| غوام                      | التأشيرة مطلوبة                                   |
| كيريباتي                  | التأشيرة غير مطلوبة لمدة 30 يوم                   |
| ناورو                     | التأشيرة مطلوبة                                   |
| جزر مارشال                | التأشيرة مطلوبة                                   |
| كاليدونيا الجديدة         | التأشيرة مطلوبة                                   |
| نيوزيلندا                 | التأشيرة مطلوبة                                   |
| نييوي                     | التأشيرة غير مطلوبة لمدة 30 يوم                   |
| جزر ماريانا الشمالية      | التأشيرة مطلوبة بأستثناء حاملي التأشيرة الأمريكية |
| بالاو                     | تأشيرة عند الوصول لمدة 30 يوما                    |
| بابوا غينيا الجديدة       | التأشيرة مطلوبة                                   |
| ساموا                     | التأشيرة غير مطلوبة لمدة 60 يوم                   |
| جزر سليمان                | التأشيرة مطلوبة                                   |
| تونغا                     | التأشيرة مطلوبة                                   |
| توفالو                    | التأشيرة عند الوصول لمدة 30 يوم                   |
| فانواتو                   | التأشيرة غير مطلوبة لمدة 30 يوم                   |